# Chepo (Panama)
Chepo è un comune (corregimiento) della Repubblica di Panama situato nel distretto di Chepo, provincia di Panama, di cui è capoluogo. Si estende su una superficie di 438,6 km² e conta una popolazione di 20.420 abitanti (censimento 2010).